# Aspergillus deflectus
Aspergillus deflectus är en svampart som beskrevs av Fennell & Raper 1955. Aspergillus deflectus ingår i släktet Aspergillus och familjen Trichocomaceae.   Inga underarter finns listade i Catalogue of Life.